# Maria Chiara
Maria Chiara (Piavon, 24 novembre 1939) è un soprano italiano.

## Biografia
Dopo un'audizione, segnalata dal soprano Toti Dal Monte, venne iscritta al Conservatorio Benedetto Marcello di Venezia dove studiò con la maestra Maria Carbone. Debuttò a Venezia nel 1965 come Desdemona in Otello (con Pier Miranda Ferraro nel ruolo di Otello). Nel 1967 approdò al teatro San Carlo di Napoli come Mimì ne La bohème. Sempre a Napoli, ma all'Arena Flegrea, apparve ancora in Otello, al fianco di Mario Del Monaco.
Specialista del repertorio pucciniano e verdiano, tra le sue interpretazioni si ricordano Madama Butterfly, Tosca, La traviata (Metropolitan Opera nel 1977), Carmen (Micaela), Aida (La Scala nel 1986).
Nonostante alcune scelte di repertorio troppo onerose, che ne hanno incrinato la tenuta del registro acuto (Un ballo in maschera, La forza del destino, Attila), grazie alle qualità vocali fu soprannominata "la seconda Tebaldi".
Dopo essersi ritirata dalle scene si è dedicata all'insegnamento del canto.

## Repertorio
- Vincenzo Bellini: I Capuleti e i Montecchi (Giulietta).
- Georges Bizet: Carmen (Micaela).
- Francesco Cilea: Adriana Lecouvreur (Adriana).
- Gaetano Donizetti: Maria Stuarda (Maria), Anna Bolena (Anna).
- Hans Werner Henze: Der junge lord (Il giovane lord - Luise).
- Pietro Mascagni: L'amico Fritz (Suzel).
- Saverio Mercadante: Il reggente (Amelia)
- Antonio Smareglia: Nozze istriane (Marussa)
- Giacomo Puccini: La bohème (Mimì), Madama Butterfly (Cio Cio San), Suor Angelica (Suor Angelica), Tosca (Floria Tosca), Turandot (Liù), Manon Lescaut (Manon Lescaut)
- Gioachino Rossini: Guglielmo Tell (Matilde d'Asburgo)
- Giuseppe Verdi: Otello (Desdemona), La traviata (Violetta), La forza del destino (Leonora), Il trovatore (Leonora), Un ballo in maschera (Amelia), Aida (Aida), Simon Boccanegra (Maria-Amelia), Attila (Odabella).
- Ermanno Wolf-Ferrari: Il segreto di Susanna (Susanna).

## Discografia parziale
- Wof-Ferrari, Il segreto di Susanna - Chiara/Weikl), 1976 Decca
- Verdi, Aida - Maazel/Pavarotti/Chiara, 1986 Decca
- Maria Chiara: The Decca Recitals, Decca

## Video
- Puccini: Manon Lescaut - Angelo Campori/Maria Chiara/Angelo Romero/Nicola Martinucci/Alfredo Mariotti/Teatro Regio di Torino, regia Carlo Maestrini, 1985 Hardy Classic
- Verdi, Aida - Verona, Martinucci/Cossotto/Scandola, 1982
- Verdi: Aida (Arena di Verona, 1992) - Maria Chiara/Dolora Zajick/Kristján Jóhannsson/Juan Pons/Nikola Gjuzelev/Nello Santi, regia Gianfranco De Bosio, Arthaus Musik/Naxos
- Verdi: Aida (La Scala, 1986) - Maria Chiara/Luciano Pavarotti/Ghena Dimitrova/Nicolai Ghiaurov/Juan Pons/Paata Burchuladze/Lorin Maazel, regia Luca Ronconi, Arthaus Musik/Naxos
- Verdi: Aida, Parma, 1988, Maria Chiara, Nicola Martinucci, Elena Obrazcova, Cesare Siepi, Bruno Pola, Francesco Ellero d' Artegna, Donato Renzetti, regia:Mauro Bolognini, Bel canto Opera society, VHS, NTSC.[3].
- Verdi: Attila - Evgenij Evgen'evič Nesterenko/Bonaldo Giaiotti/Silvano Carroli/Veriano Luchetti/Nello Santi/Arena di Verona, 1985 Kultur